# Ellen Foley
Ellen Foley (San Luis, Misuri, 5 de junio de 1951) es una actriz y cantante estadounidense que ha aparecido en el teatro de Broadway, en cine y en televisión. Integró el reparto principal de la popular serie de televisión Night Court. Ha publicado cuatro álbumes de estudio y es reconocida por su colaboración constante con el cantante texano Meat Loaf, además de haber cantado en algunas canciones de The Clash, como Hitsville UK, además de coros en Corner Soul y Car Jamming, además de haber cantado en la canción nunca lanzada, Blonde Rock and Roll.
Mantuvo una relación con el guitarrista de esa banda, Mick Jones, quien se inspiraría en ella para escribir el hit Should I Stay or Should I Go

## Filmografía
| Teatro     | Teatro                       | Teatro        | Teatro     |
| Año        | Título                       | Papel         | Lugar      |
| ---------- | ---------------------------- | ------------- | ---------- |
| 1977       | Hair                         | Sheila        | Nueva York |
| 1983       | Eve Is Innocent              | Kim Dolphin   | Nueva York |
| 1986       | Into the Woods               | La bruja      | San Diego  |
| 1987       | Beautiful Bodies             | Lisbeth       | Montclair  |
| 1988       | Me and My Girl               | Sally         | Nueva York |
| 1989       | Into the Woods               | La bruja      | Nueva York |
| Cine       |                              |               |            |
| Año        | Película                     | Papel         | Notas      |
| 1979       | Hair                         | Cantante      |            |
| 1982       | Tootsie                      | Jacqui        |            |
| 1982       | The King of Comedy           |               |            |
| 1987       | Fatal Attraction             | Hildy         |            |
| 1988       | Cocktail                     | Eleanor       |            |
| 1988       | Married to the Mob           | Theresa       |            |
| 2015       | Lies I Told My Little Sister | Laura Lucien  |            |
| 2016       | No Pay, Nudity               | Tani Marshall |            |
|            |                              |               |            |
| Televisión |                              |               |            |
| Año        | Título                       | Papel         | Cadena     |
| 1977       | 3 Girls 3                    |               | NBC        |
| 1984-1985  | Night Court                  | Billie Young  | NBC        |

## Discografía

### Álbumes de estudio
- Night Out (1979)
- Spirit of St. Louis (1981)
- Another Breath (1983)
- About Time (2013)
- Bat Out of Hell (1977)